# 広島共立病院
広島共立病院（ひろしまきょうりつびょういん）は、広島医療生活協同組合が広島県広島市安佐南区に設置する病院。広島県災害拠点病院の一つに指定されている。

## 概要
救急告示病院。救急車を毎日受けて入れており、年間の受入れは約1600台になる。昼間は全科で救急患者を受入れているが、休日夜間は内科系疾患に限定している。安佐南区出動救急車の約13％を当院が受け入れている。全日本民主医療機関連合会(民医連)に加盟している。広島県災害拠点病院指定病院。

## 診療科
(この節の出典)
- 内科
- 呼吸器内科
- 消化器内科
- 循環器内科
- 糖尿病内科
- 内視鏡内科
- 脳神経外科
- 心臓血管外科
- 消化器外科
- 乳腺外科
- 肛門外科
- 整形外科
- 内視鏡外科
- 外科
- 小児科
- 皮膚科
- 泌尿器科
- 婦人科
- 眼科
- 耳鼻咽喉科
- リハビリテーション科
- 麻酔科
- 放射線科
- 病理診断科
- 疼痛緩和内科

## 医療機関の認定
(この節の出典)
- 保険医療機関
- 労災保険指定医療機関
- 公害医療機関
- 生活保護法指定医療機関(中国残留邦人等の円滑な帰国の促進並びに永住帰国した中国残留邦人等及び特定配偶者の自立の支援に関する法律(平成6年法律第30号)に基づく指定医療機関を含む。)
- 原子爆弾被害者一般疾病医療取扱医療機関
- 原子爆弾被害者医療指定医療機関
- 戦傷病者特別援護法指定医療機関
- 高齢者の医療の確保に関する法律(昭和57年法律第80号)第7条第1項に規定する医療保険各法及び同法に基づく療養等の給付の対象とならない医療並びに公費負担医療を行わない医療機関
- 身体障害者福祉法指定医の配置されている医療機関
- 母体保護法指定医の配置されている医療機関
- 精神保健及び精神障害者福祉に関する法律(昭和25年法律第123号)に基づく指定病院又は応急入院指定病院
- 肝疾患診療連携拠点病院
- 特定疾患治療研究事業委託医療機関
- 指定小児慢性特定疾病医療機関
- DPC対象病院
- 無料低額診療事業実施医療機関
- 災害拠点病院（地域）[5]
- DMAT指定病院[6]
- 公益財団法人日本医療機能評価機構認定病院[7]
- NPO法人卒後臨床研修評価機構認定病院[8]
- このほか、各種法令による指定・認定病院であるとともに、各学会の認定施設でもある。

## 特徴
- 病院の理念により、差額ベッド料（個室料）を徴収していない[9]。

## 関連人物
- 御庄博実 - 日本の詩人、医師。(元広島共立病院名誉院長)

## 交通アクセス
- アストラムライン「古市駅」より徒歩約6分。
- アストラムライン・JR可部線「大町駅」より徒歩約6分。
- 無料送迎バス（毎月1･3･5土曜日含む病院診療日のみ運行）[10]
  - フジグラン緑井前-広島共立病院コース（緑井地区、緑井駅周辺から発着）
  - 上安駅-大町駅-広島共立病院コース

## 周辺
- 安川
- 安川緑道公園
- 万惣 中須店